# 柴田勝之
柴田 勝之（しばた かつゆき、1968年10月24日 - ）は、日本の政治家、弁護士。立憲民主党所属の衆議院議員（1期）。

## 来歴
千葉県松戸市生まれ。埼玉県三郷市に転居し三郷市立幸房小学校、開成中学校・高等学校を経て東京大学法学部卒業。司法試験に合格し1995年弁護士登録、森綜合法律事務所に入所。司法試験考査委員（刑法）、司法研修所教官（刑事弁護）、第二東京弁護士会副会長、日本弁護士連合会常務理事などを務める。
2024年10月27日執行の第50回衆議院議員総選挙に、立憲民主党公認で東京16区から重複立候補。選挙区では自由民主党新人の大西洋平に敗れたが、比例区で復活当選を果たした。

## 選挙
| 当落 | 選挙                   | 執行日         | 年齢 | 選挙区       | 政党       | 得票数   | 得票率 | 定数 | 得票順位 /候補者数 | 政党内比例順位 /政党当選者数 |
| ---- | ---------------------- | -------------- | ---- | ------------ | ---------- | -------- | ------ | ---- | ------------------ | ---------------------------- |
| 比当 | 第50回衆議院議員総選挙 | 2024年10月27日 | 56   | 東京都第16区 | 立憲民主党 | 6万714票 | 31.61% | 1    | 2/5                | 5/5                          |